# Chabás
Chabás é uma comuna da província de Santa Fé, no departamento Caseros, na Argentina, distante 88 km da cidade de Rosário, a 84 km de Venado Tuerto e 231 km da cidade e capital provincial Santa Fé.
Desde 2001 se realiza a Exposição de Produções Alternativas ou Não Tradicionais (FESPAL), que atrai mais de 20.000 visitantes de toda a região.

## Santo Padroeiro
- São José, festividades: 19 de março

## Criação da Comuna
- 23 de fevereiro de 1892

## Pontos Turísticos
- Barrera
- Campo Larrivieri
- Colonia Los Prados
- La Pampa

### Hospedagem
- Hotel Kalapur Chabás
- «Hotel Casilda». , em Casilda
- Hotel América, Vicente Lopez 2260, em Casilda
- «Hotel Posta de Juárez». , a 30 km

## Clubes
- Asociación Atlético Chabás
- Club Atlético Huracán

## Centros Tradicionalistas
- Peña Tradicionalista Martín Fierro
- Centro Tradicionalista El Mangrullo
- El bar de Misterio

## Personalidades
- Oscar Cabalén, piloto de automobilismo, que correu a frente dos pilotos nacionais, contemporâneo de Marcos Ciani, Juan Gálvez, Oscar Gálvez, etc. Em sua homenagem o autódromo de Córdoba leva seu nome
- Héctor Cúper, atual diretor técnico da Inter de Milão e cuja carreira futebolística começou em Huracán de Chabás, logo seguindo carreira en Huracán de Bs. As., Ferro Carril Oeste, e dirigindo o Mallorca, na Espanha
- José Jaime Coll, nos anos 40 jogador de NOB de Rosario, Chacarita, e présselecionado para integrar a seleção nacional de futebol
- Walter Fernández, jogador de Rosário Central, Racing Club e selecionado Juvenil Argentino
- Gustavo Moriconi, jogador de Independiente e Gimnasia y Esgrima de La Plata
- Luis Heredia, maratonista provincial e nacional